# Varvara Stepanova
Pour les articles homonymes, voir Stepanova.
Varvara Fiodorovna Stepanova (en russe : Варвара Федоровна Степанова), née le 5 novembre 1894 à Kaunas (actuelle Lituanie) et morte le 20 mai 1958 à Moscou, est une artiste russe. Elle est à la fois peintre, dessinatrice, designer, poétesse, typographe et décoratrice de théâtre. Elle a signé sous les pseudonymes de Varst et Agarykh.
Née dans une famille modeste, elle rejoint en 1910 l'École des beaux-arts de Kazan où elle rencontre son futur mari, Alexandre Rodtchenko. Tous les deux s'installent à Moscou pour y vivre ensemble, à partir de 1916, et s'inscrivent à l'École d'arts appliqués Stroganoff. Stepanova y fait la connaissance d'Alexandre Vesnine, Lioubov Popova, Nadejda Oudaltsova, Olga Rozanova et Vladimir Tatline. Après la révolution, elle travaille à la section des arts plastiques (IZO) du Commissariat du peuple à l'instruction et expose des tableaux à la Ve exposition d'État (1919).

## Jeunesse et formation
Varvara Stepanova est née le 5 novembre 1894 à Kaunas (actuelle Lituanie). Elle étudie à l’école d’art de Kazan de 1910 à 1911. C'est là qu'elle fait la rencontre de son futur mari et collaborateur Alexandre Rodtchenko. Dans les années précédant la Révolution russe de 1917, ils louent un appartement à Moscou, appartenant à Vassily Kandinsky. elle suit des cours à l’académie d'art Stroganov de 1913 à 1914. Stepanova y fait la connaissance d'Alexandre Vesnine, Lioubov Popova, Nadejda Oudaltsova, Olga Rozanova et Vladimir Tatline.

## Carrière artistique

### Poésie graphique
Dès 1917, Stepanova s'intéresse à la poésie futuriste et, inspirée par le travail d'Olga Rozanova et d'Alexeï Kroutchenykh, elle écrit et édite des livres de poésie « transmentale » (zaoum), mêlant collages et écriture, parmi lesquels Rtny Khomle (1918), Zigra ar (1918), Globolkim (1918) et Jad' (1919). Ces livres sont faits artisanalement, jouant pour la plupart sur les contrastes de couleurs pour faire ressortir les sons des textes, ce qui crée une véritable poésie visuelle. Rodtchenko illustre l'un de ses recueils, Toft. Elle illustre de son côté en gouaches abstraites le recueil Gly-Gly du poète Alexeï Kroutchenykh (1919) et publie la même année son livre le plus novateur, Gaoust-Tchaba, où elle peint ses poèmes directement sur des pages du quotidien officiel du gouvernement.

### Place dans le constructivisme russe
Entre 1920 et 1921, elle est la secrétaire et l'un des premiers membres de l'Institut de culture artistique (Inkhouk) créé en mai 1920, à l'initiative de Kandinsky, Rodtchenko et Babitchev. Elle participe au Groupe de travail de l'analyse objective et au Groupe de travail des constructiviste. Varvara Stepanova devient l’une des figures de proue de l'avant-garde russe.
Stepanova participe ensuite à des expositions organisées par l'IZO, comme la célèbre Xe exposition nationale, « Création abstraite et suprématisme », où Rodtchenko prend ses distances avec Kasimir Malevitch. En septembre 1921, Rodtchenko, Stepanova, Alexandre Vesnine, Lioubov Popova et Alexandra Exter organisent à Moscou l'exposition « 5x5=25 », où Stepanova expose des compositions basées sur une analyse mécanique et géométrique du visage. À partir de cette date, elle abandonne la peinture pour se consacrer aux arts appliqués. En décembre 1921, elle donne une conférence à l'Inkhouk, intitulée « Sur le constructivisme », et devient l'une des porte-paroles actives du mouvement dans les colonnes de la revue LEF. Elle signe avec son mari le Manifeste productiviste et écrivent « A bas l'art, vive la technique ! ».

### Production textile
En 1922, elle crée les décors et les costumes de la pièce La Mort de Tarelkine, écrite par Aleksandre Soukhovo-Kobyline, mise en scène par Vsevolod Meyerhold et qui fut un modèle du constructivisme scénique. Les décors se composaient essentiellement d'accessoires de cirque peints en blanc et les costumes, de tissu bleu, représentaient des formes géométriques.
Elle développe ses idées sur la production « industrialisée » de vêtements dans une série d'articles. À partir de 1923, elle travaille avec Popova pour la Première Fabrique de Cotonnades, une usine nationale de textile, pour laquelle elle conçoit 150 dessins de tissus, dont une vingtaine seront réalisés. Les deux artistes créent la prozodiejda, ou « vêtement de production », une tenue de travail commune à tous les métiers, avec pour seules variantes les couleurs et le tissu. « Les dessins des tissus de Varvara Stepanova sont tous composés de formes géométriques dont les contours sont tracés à la règle et au compas. Ces figures géométriques sont au nombre de trois : la circonférence, le triangle et le rectangle. »
En 1924, elle devient professeur à la section textile des Vkhoutemas, tout en continuant à faire des costumes et des décors pour le cinéma, à réaliser des affiches de publicité, avec Vladimir Maïakovski et Rodtchenko, et de mises en pages de livres et magazines soviétiques. Elle collabore également à plusieurs revues, LEF, Novy LEF et Kino-Fot.
En 1925, ses productions sont présentées au Pavillon soviétique dans le cadre de l'Exposition internationale des arts décoratifs de Paris.

### Les albums
À partir de 1933, elle travaille avec Rodtchenko sur la mise en page et les illustrations du magazine SSSR na stroïké (L’URSS en construction). Ils y travailleront jusqu'en 1941, réalisant notamment un célèbre numéro sur le parachutisme.
Parallèlement, ils réalisent ensemble une série de recueils photographiques, dont Les 10 ans de l'Ouzbébistan, Première armée de Cavalerie, L'Armée Rouge, Aviation soviétique et Marche de la jeunesse, en anglais, pour l'exposition internationale de New York en 1939.
Pendant la Seconde Guerre mondiale, ils sont évacués de Moscou dans la ville d'Otchior, dans la région de Perm, et travaillent avec une équipe d'artistes à la réalisation d'affiches sur le thème de la grande guerre patriotique. Ils reviennent à Moscou en 1942 et conçoivent encore des albums, dont certains non publiés, ainsi qu'une série d'affiches pour une maison d'édition.
À la fin de sa vie, elle réalise des mises en pages de livres de Sergueï Eisenstein  et d'Esfir Choub, notamment.